# Nicholas Worth
Nicholas Worth (Clayton (Missouri), 4 september 1938 – Los Angeles, 7 mei 2007) was een Amerikaans karakteracteur.

## Loopbaan
Worth speelde in de televisieseries Sliders, The X-Files, Star Trek: Voyager en Star Trek: Deep Space Nine. In 1980 won hij een prijs in de categorie Beste acteur voor zijn rol in de lowbudget horrorfilm Don't Answer the Phone. Verder speelde hij kleine rolletjes: Thug #1 in The Naked Gun, Cup Breaker in No Way Out, Ryles en Hower in twee afleveringen van de Knight Rider en handlanger Pauly van het door Larry Drake gespeelde titelpersonage in Darkman.
In de computerspellen Command & Conquer: Tiberian Sun, Command & Conquer: Red Alert 2 en Emperor: Battle for Dune speelde Worth General Marzaq, Premier Alexander Romanov en Kolinar Koltrass.
Worth was een toegewijd bodybuilder en powerlifter. Zijn religie was wedergeboorte. Hij stierf aan hartfalen op 68-jarige leeftijd.

## Films
- 1966: For Pete's Sake
- 1973: Scream Blacula Scream
- 1974: The Terminal Man
- 1974: Black Starlet
- 1974: Bogard
- 1977: Mule Feathers
- 1978: Coma
- 1980: Don't Answer the Phone!
- 1982: Swamp Thing
- 1984: City Heat
- 1984: Invitation to Hell
- 1984: The Hills Have Eyes Part II
- 1985: Doin' Time
- 1986: The Ladies Club
- 1986: Armed and Dangerous
- 1986: Heartbreak Ridge
- 1987: No Way Out
- 1987: Dirty Laundry
- 1987: Savage Harbor
- 1988: Hell Comes to Frogtown
- 1988: Action Jackson
- 1988: The Naked Gun: From the Files of Police Squad!
- 1989: Pucker Up and Bark Like a Dog
- 1990: Darkman
- 1991: Blood and Concrete
- 1993: Best of the Best 2
- 1993: Fist of Honor
- 1994: Plughead Rewired: Circuitry Man II
- 1995: A Gift from Heaven
- 1996: Barb Wire
- 1996: High School High
- 1996: Dangerous Cargo
- 1996: Timelock
- 1997: Leather Jacket Love Story
- 1998: Denial
- 1999: Slaves of Hollywood
- 1999: Blood Dolls
- 1999: Every Dog Has Its Day
- 2000: Starforce

## Computerspellen
- 1996: The Beast Within: A Gabriel Knight Mystery
- 1999: Command & Conquer: Tiberian Sun
- 2000: Command & Conquer: Red Alert 2
- 2001: Command & Conquer: Yuri's Revenge
- 2002: Emperor: Battle for Dune
- 2003: Freedom Fighters

- Library of Congress Control Number: no2009021356
- Virtual International Authority File: 78949895
- WorldCat: E39PBJj8RmQR7TG9qpDHTprH4q